# Найт, Сандра
Сандра Д. Найт (англ. Sandra D. Knight; род. 2 сентября 1939, Филадельфия, Пенсильвания) — американская актриса.

## Биография
Родилась 1 января 1940 года в Филадельфии, штат Пенсильвания.
В 1950-х и 1960-х годах снималась в малобюджетных фильмах, таких как «Дочь Франкенштейна» (1958), «Страх» (1963) и «Башня смерти» (1962). В 1958 году она также снялась в боевике «Дорога грома» с Робертом Митчемом в главной роли.
Она появлялась в качестве приглашённой звезды во множестве телесериалов и передач, включая эпизод «Наследие» в вестерне «Сказки Уэллса Фарго» и детективное шоу «Избиение на Бурбон-стрит». Также Найт снялась в кинокартинах «Тейт», «Бунтарь» и «Ларами», а позднее появилась в вестерне «Обоз с повозками» в эпизоде «История Беттины Мэй» и в эпизоде «Жёлтый знак мужества» в ситкоме «Я Диккенс, Он Фенстер».

## Личная жизнь
В 1962 году Найт вышла замуж за актёра Джека Николсона. У них есть дочь Дженнифер. Пара развелась в 1968 году.
В 1982 году Найт вышла замуж во второй раз за Джона Артура Стивенсона.